# ルイ・ド・ロレーヌ (1575-1621)
ルイ3世・ド・ロレーヌ（フランス語：Louis III de Lorraine, 1575年1月22日 - 1621年6月21日）は、カトリック同盟のリーダーであったギーズ公アンリ1世とカトリーヌ・ド・クレーヴの三男。ギーズ枢機卿（cardinal de Guise）といわれる。カトリックの首領であったギーズ公フランソワは祖父、ギーズ公クロードは曽祖父、ロレーヌ公ルネ2世は高祖父である。

## 生涯
ルイの教会における地位は完全に名目上のものであった。ルイは叙階されたことはなく、放散的な人生を送った。それにもかかわらず、1605年1月にランス大司教に任命され、1615年12月2日に枢機卿に任命された。フランス王ルイ13世の不興を買い、1620年にバスティーユに投獄された。1621年にユグノーの本拠地モントーバンを包囲する王の遠征に参加し、そこで猩紅熱に罹り死去した。
1611年に秘密裏にシャルロット・デ・エサール（マドモアゼル・ド・ラ・エー, Mademoiselle de La Haye）と結婚した。2人の間には5子が生まれた。
- シャルル・ルイ（1668年7月12日 オートゥイユで没） - シャリ修道院長、コンドン司教[2]
- アシル（1615年頃 - 1648年 イラクリオン） - ロモランタン伯、カンディア包囲戦で戦死。アンナ・マリア・フォン・ザルム＝ダウンと結婚[5]。
- シャルロット（1664年以前没） - リヨンのサン＝ピエール女子修道院長[5]
- アンリ・エクトール（1620年生）[3]
- ルイーズ（1662年7月5日没） - 1639年10月24日にロド領主クロード・ポ（1642年8月3日没）と結婚[5]